# Fatima Houda-Pepin
Fatima Houda-Pepin (née le 26 décembre 1951 à Meknès) est une femme politique et une politologue québécoise. Elle était la députée de la circonscription de La Pinière à l'Assemblée nationale du Québec entre 1994 et 2014.

## Biographie
Fatima Houda-Pepin étudie au lycée Al Khansa de Casablanca, et obtient un baccalauréat commercial (B.Com.) en 1972. Étudiante en science politique à l'Université Mohamed V, elle immigre au Canada et complète ses études de baccalauréat universitaire (B.A.) à l'Université Laval en 1976. L'année suivante, elle reçoit sa maîtrise (M.A.) en relations internationales à l'Université d'Ottawa. En 1981, elle fait une autre maîtrise à l'Université McGill en sciences de l'information. Ses études doctorales (Ph.D.) de politique internationale sont complétées à l'Université de Montréal en 1982.
Pendant les années 1980 et les années 1990, elle est consultante pour le gouvernement canadien, le gouvernement du Québec et la ville de Montréal en matière d'immigration. Elle reçoit plusieurs honneurs pour son implication communautaire.
Elle est élue députée du Parti libéral du Québec lors de l'élection générale de septembre 1994.
De 1996 à 1999, elle est la porte-parole de l'Opposition officielle pour la francophonie et les relations internationales. Elle est réélue députée lors de l'élection générale de 1998. De 1999 à 2003, elle s'occupe des dossiers de l'habitation et de l'autoroute de l'information. Après avoir été réélue à l'élection générale québécoise de 2003, lors de laquelle le Parti libéral dirigé par Jean Charest accède au pouvoir, elle est nommée présidente de la commission de l'agriculture. Elle préside aussi le caucus libéral de la Montérégie.
Fatima Houda-Pepin s'est démarquée lors de l'affaire de la légalisation possible de la charia en Ontario. Elle s'oppose fermement à l'introduction du droit islamique dans les ménages musulmans du Canada. « La charia est un système de droit complet, un système juridique superposé. Je ne peux pas accepter comme femme qu'un segment de la population québécoise et canadienne ne puisse pas bénéficier des mêmes droits que les autres citoyens ».
Elle est réélue députée dans la circonscription de La Pinière lors de l'élection générale québécoise du 26 mars 2007, celle de 2008 et celle de 2012.
Elle fait une sortie remarquée en 2013 en plein débat sur la Charte des valeurs québécoises contre le port du tchador à l'Assemblée nationale.
Le lundi 20 janvier 2014, elle est exclue de son parti et siègera comme indépendante à la suite d'une discussion sur la charte des valeurs.
Aux élections générales du 7 avril 2014, elle se présente comme candidate indépendante. Elle est défaite par 15 503 voix par le candidat libéral Gaétan Barrette . 
Houda-Pepin a perdu un procès pour diffamation. Le juge lui ordonna de payer 20 000 $ en dommages et intérêts et 4 000 $ supplémentaires au maire de Brossard, Paul Leduc ,.
De 2019 à 2020, elle est la déléguée générale du Québec à Dakar au Sénégal. Or selon des informations de la Société Radio-Canada de février 2020, Fatima Houda-Pepin refuse d'habiter la résidence officielle et logerait à l'hôtel depuis son arrivée en poste pour des raisons sécuritaires et récemment un appartement qu'elle dit mieux sécurisé pour réaliser des économies budgétaires. De plus, des employés à la délégation racontent que le climat de travail est tendu avec Houda-Pepin comme son interdiction formelle à ses employés locaux de parler wolof à l'intérieur de la délégation ou sa rareté de répondre à des courriels externes autant qu'internes. En août 2020, le ministère des relations internationales et de la francophonie met fin au mandat.

## Honneurs
- Femme à l'honneur du mois de l'histoire de la femme, 1993
- Femme à l'honneur de la chambre de commerce de Montréal, 1995
- Mérite « Le français pour moi ça compte ! », 1990
- Ordre de la Francophonie et du dialogue des cultures, 1994
- Personnalité de la semaine de La Presse, 1992
- Prix d'honneur de l'Alliance des professeures et professeurs de Montréal, 1991
- Médaille de l'Assemblée nationale[10]